# União Brasileira de Compositores
L'União Brasileira de Compositores (UBC) è un'organizzazione non governativa non a scopo di lucro che rappresenta i membri dell'industria musicale del Brasile. I suoi componenti comprendono compositori, cantautori, musicisti, produttori e case discografiche. È membro dell'International Federation of the Phonographic Industry.
L'UBC ha sede a Rio de Janeiro, e possiede uffici anche nel Distretto Federale e negli stati di Bahia, Goiás, Mato Grosso do Sul, Minas Gerais, Pernambuco, Rio Grande do Sul e San Paolo.
L'associazione si è anche occupata della pubblicazione di una top 10 settimanale dei brani più popolari nelle radio del paese, oltre a una classifica dei 10 brani più ascoltati sulle piattaforme di streaming; entrambe le classifiche, presentate per la prima volta nel 2019, sono state interrotte tre anni dopo. Inoltre, dal 2017 assegna un premio annuale in riconoscimento alla carriera dei principali compositori e cantautori brasiliani. Il primo vincitore è stato Gilberto Gil, seguito l'anno successivo da Erasmo Carlos, e poi da Milton Nascimento.